# Scotiabank Saddledome
Il Scotiabank Saddledome è un'arena coperta, adibita principalmente a stadio del ghiaccio, situata a Calgary, Alberta, Canada. Ospita i Calgary Flames di NHL, i Calgary Roughnecks della NLL e i Calgary Hitmen della WHL.

## Storia
L'arena venne inaugurata il 15 ottobre 1983 come Olympic Saddledome, dato che era stata costruita per le Olimpiadi Invernali del 1988. Fu la prima arena del Nord America ad essere in grado di ospitare partite di hockey giocate su un campo di dimensioni internazionali. Nella prima partita NHL giocata qui, i Flames persero 4–3 contro gli Edmonton Oilers.
Dopo un grosso rinnovamento nel 1995, l'edificio venne rinominato Canadian Airlines Saddledome nel luglio 1996, quando la compagnia di Calgary Canadian Airlines acquistò i diritti di denominazione, causando proteste tra gli abitanti, che si opponevano alla scomparsa dell'aggettivo "Olimpico". Nel 2000 un'altra compagnia, la Pengrowth Management Ltd., divenne lo sponsor principale quando la Canadian Airlines venne acquistata dalla Air Canada, e l'arena diventò Pengrowth Saddledome.

## Eventi importanti
- NHL All-Star Game - 12 febbraio 1985
- XV Giochi olimpici invernali - 13-28 febbraio 1988
- WWE In Your House - 6 luglio 1997
- NHL Entry Draft - 23 giugno 2000
- Campionati nazionali di Pattinaggio di figura - 2000
- Canadian Country Music Awards - Dal 2001 al 2003
- NLL All-Star Game - 26 febbraio 2005
- Campionati nazionali di Pattinaggio di figura - 2006
- Campionati mondiali di Pattinaggio di figura - 2006
- ...Baby One More Time Tour - 1999

## Curiosità
- Lo Scotiabank Saddledome si ispira architettonicamente al vecchio Palasport di San Siro di Milano.

## Collegamenti esterni

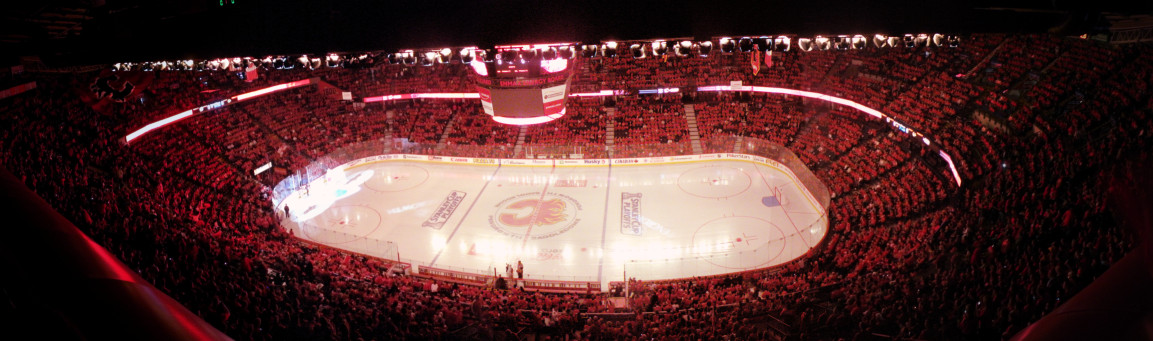
Vista panoramica dell'interno del Saddledome, e la C rossa, prima di una partita di playoff dei Calgary Flames